# Оттенбах (Цюрих)
Оттенбах (нем. Ottenbach ZH) — коммуна в Швейцарии, в кантоне Цюрих.
Входит в состав округа Аффольтерн. Население составляет 2296 человек (на 31 декабря 2007 года). Официальный код — 0011.